# Bogomdan (2004.)
Bogomdan je američko-kanadska horror drama iz 2004. koju je režirao Nick Hamm, a distribuirao Lions Gate Entertainment. Glavne uloge su imali Greg Kinnear, Rebecca Romijn, Cameron Bright, Robert De Niro i Christopher Britton. Film nije dobio mnogo kritika.